# Melba du Gers
Melba du Gers, född 4 maj 2022, är en fransk varmblodig travhäst. Hon tränas och körs av Jean-Michel Bazire.
Melba du Gers började tävla 2024 och inledde med att galoppera för att sedan ta sin första seger i femte starten. Hon har hittills sprungit in 117 255 euro på 9 starter varav 3 segrar, 1 andraplats. Hon har tagit karriärens hittills största seger i Prix Gélinotte (2025).

## Statistik
| Statistik för Melba du Gers (Ref.) | Statistik för Melba du Gers (Ref.) | Statistik för Melba du Gers (Ref.) | Statistik för Melba du Gers (Ref.) | Statistik för Melba du Gers (Ref.) | Statistik för Melba du Gers (Ref.) |
| ---------------------------------- | ---------------------------------- | ---------------------------------- | ---------------------------------- | ---------------------------------- | ---------------------------------- |
| Starter                            | Placeringar                        | Startprissumma                     | Segerprocent                       | Platsprocent                       | Rekord                             |
| 9                                  | 3-1-0                              | 117 255 euro                       | 33 %                               | 44 %                               | 1.15,0ak,                          |

### Större segrar
| År   | Lopp           | Kusk               | Vinstbelopp | Grupp   |
| ---- | -------------- | ------------------ | ----------- | ------- |
| 2025 | Prix Gélinotte | Jean-Michel Bazire | 54 000 EUR  | Grupp 2 |